# BVC Amsterdam

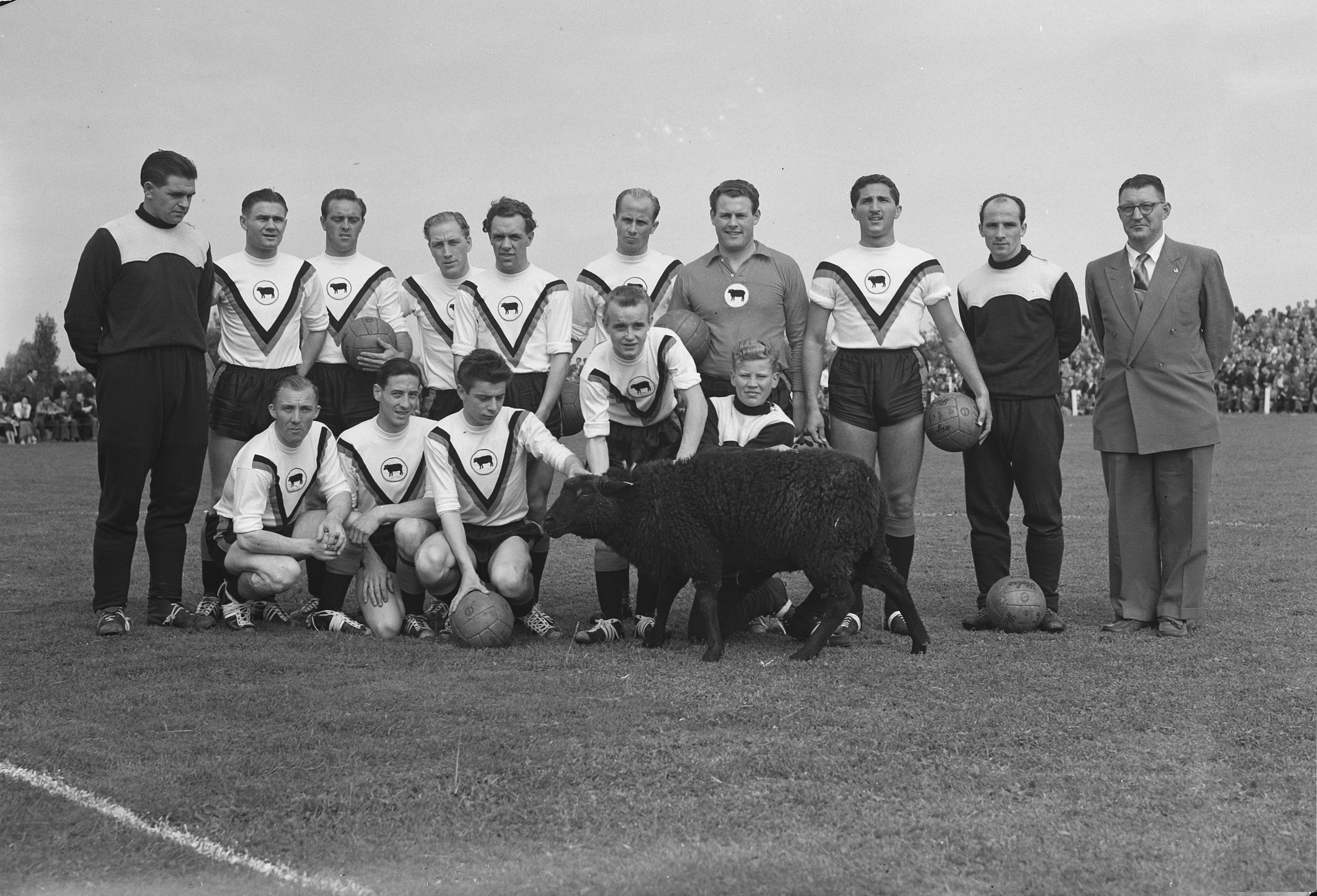
BVC Amsterdam ante el Rapid '54 de Heerlen en el Estadio Duivendrecht el.

El Beroepsvoetbalclub Amsterdam (en español: Club de Fútbol Profesional de Ámsterdam), conocido simplemente como BVC Amsterdam, fue un equipo de fútbol de los Países Bajos que alguna vez jugó en la Eredivisie, la primera división de fútbol en el país.

## Historia
Fue fundado el 15 de noviembre de 1954 en la ciudad de Ámsterdam durante la entrada del profesionalismo en el fútbol en los Países Bajos, aunque lo hizo como un miembro de la NBvB, una federación paralela a la Real Federación de Fútbol de los Países Bajos.
Durante sus dos primeros años de existencia fue un club nómada, el cual no tenía una sede definida hasta que las dos federaciones existentes en los Países Bajos se fusionan en 1956 cuando se mudan al Estadio Olímpico de Ámsterdam.
El club militó en dos temporadas en la Eredivisie hasta que en 1958 el club desaparece luego de fusionarse dentro del DWS Amsterdam.

## Estadios
- 1954 - Duivendrecht
- 1955 - Hilversum
- 1956/58 - Estadio Olímpico de Ámsterdam

## Jugadores

### Jugadores destacados
- Herman Van Raatle
- Hans Boskamp